# Waghāi
Waghāi är en ort i Indien.   Den ligger i distriktet The Dāngs och delstaten Gujarat, i den centrala delen av landet, 1 000 km söder om huvudstaden New Delhi. Waghāi ligger 147 meter över havet och antalet invånare är 6 462.
Terrängen runt Waghāi är kuperad österut, men västerut är den platt. Runt Waghāi är det ganska tätbefolkat, med 116 invånare per kvadratkilometer. Närmaste större samhälle är Ahwa, 19,3 km öster om Waghāi. I omgivningarna runt Waghāi växer i huvudsak blandskog.